# Hannia
Hannia é um género de peixe da família Terapontidae.
Este género contém as seguintes espécies:
- Hannia greenwayi